# Ecker Sattel
Der Ecker Sattel ist ein Gebirgspass im Bayerischen Wald, dessen Passhöhe auf 842 m ü. NHN liegt.
Die Straße über den Ecker Sattel verläuft dabei von der nördlich gelegenen Gemeinde Arrach im Tal des Weißen Regens über mehrere Kehren auf die Passhöhe am Weiler Eck und von dort zur südlich gelegenen Gemeinde Arnbruck im Zellertal.

## Lage und Umgebung
Westlich des Ecker Sattels liegt der Große Riedelstein (1133 m), auf dessen Hang führen von der Passhöhe aus zwei Skilifte. Östlich vom Sattel liegt der Mühlriegel (1080 m).
Auf der Passhöhe gibt es einen Berggasthof mit Übernachtungsmöglichkeit, einen Wandererparkplatz und eine Bushaltestelle.

## Vermutliche Namensherkunft
Der Name Eck dürfte Erhöhung oder Felsvorsprung an einer Verkehrsverbindung bedeuten.